# کین (کارولینای شمالی)
کین (به انگلیسی: Keener) شهری در ایالت کارولینای شمالی کشور ایالات متحده آمریکا است که جمعیت آن در سرشماری سال ۲۰۱۰ میلادی، ۵۶۷ نفر بوده‌است.